# AFC Beach Soccer Championship 2017
L’AFC Beach Soccer Championship 2017 è la 8ª edizione di questo torneo.

## Squadre partecipanti
Di seguito le 13 squadre partecipanti.
- Afghanistan
- Bahrein
- Cina
- Iran
- Iraq

- Giappone
- Libano
- Malaysia
- Uzbekistan

- Oman
- Qatar
- Thailandia
- Emirati Arabi Uniti

## Fase a gironi

### Girone A[5]
| Team        | G | V | V+ | Vr | P | GF | GS | +/- | P  |
| ----------- | - | - | -- | -- | - | -- | -- | --- | -- |
| Iran        | 4 | 4 | 0  | 0  | 0 | 35 | 3  | +32 | 12 |
| Bahrein     | 4 | 3 | 0  | 0  | 1 | 19 | 14 | +5  | 9  |
| Afghanistan | 4 | 2 | 0  | 0  | 2 | 17 | 17 | 0   | 6  |
| Malaysia    | 4 | 1 | 0  | 0  | 3 | 10 | 26 | -16 | 3  |
| Cina        | 4 | 0 | 0  | 0  | 4 | 3  | 24 | -21 | 0  |

| Squadra 1   | Risultato | Squadra 2   |
| ----------- | --------- | ----------- |
| Bahrein     | 5-0       | Cina        |
| Afghanistan | 5-3       | Malaysia    |
| Afghanistan | 7-2       | Cina        |
| Iran        | 14-0      | Malaysia    |
| Bahrein     | 6-5       | Malaysia    |
| Iran        | 6-1       | Afghanistan |
| Bahrein     | 6-4       | Afghanistan |
| Iran        | 10-0      | Cina        |
| Malaysia    | 2-1       | Cina        |
| Iran        | 5-2       | Bahrein     |

### Girone B[5]
| Team       | G | V | V+ | Vr | P | GF | GS | +/- | P        |
| ---------- | - | - | -- | -- | - | -- | -- | --- | -------- |
| Libano     | 2 | 2 | 0  | 0  | 0 | 10 | 4  | +6  | 6        |
| Oman       | 2 | 1 | 0  | 0  | 1 | 6  | 6  | +0  | 3        |
| Thailandia | 2 | 0 | 0  | 0  | 2 | 3  | 9  | -6  | 0        |
| Uzbekistan | 0 | 0 | 0  | 0  | 0 | 0  | 0  | 0   | ritirato |

| Squadra 1 | Risultato | Squadra 2  |
| --------- | --------- | ---------- |
| Oman      | 3-2       | Thailandia |
| Libano    | 6-1       | Thailandia |
| Libano    | 4-3       | Oman       |

### Girone C[5]
| Team                | G | V | V+ | Vr | P | GF | GS | +/- | P |
| ------------------- | - | - | -- | -- | - | -- | -- | --- | - |
| Emirati Arabi Uniti | 3 | 3 | 0  | 0  | 0 | 19 | 5  | +14 | 9 |
| Giappone            | 3 | 2 | 0  | 0  | 1 | 29 | 7  | +22 | 6 |
| Iraq                | 3 | 0 | 0  | 1  | 2 | 4  | 19 | -5  | 1 |
| Qatar               | 3 | 0 | 0  | 0  | 3 | 3  | 24 | -21 | 0 |

| Squadra 1           | Risultato     | Squadra 2 |
| ------------------- | ------------- | --------- |
| Emirati Arabi Uniti | 6-0           | Iraq      |
| Giappone            | 14-0          | Qatar     |
| Emirati Arabi Uniti | 8-1           | Qatar     |
| Giappone            | 11-2          | Iraq      |
| Iraq                | 2-2 (3-2 dcr) | Qatar     |
| Emirati Arabi Uniti | 5-4           | Giappone  |

## Finali
Di seguito la fase finale.

### Semifinali
| Squadra 1           | Risultato     | Squadra 2 |
| ------------------- | ------------- | --------- |
| Emirati Arabi Uniti | 4-4 (2-1 dcr) | Libano    |
| Iran                | 8-6           | Giappone  |

### Finali

#### 3º-4º posto
| Squadra 1 | Risultato | Squadra 2 |
| --------- | --------- | --------- |
| Giappone  | 6-3       | Libano    |

#### Finale
| Squadra 1 | Risultato | Squadra 2           |
| --------- | --------- | ------------------- |
| Iran      | 7-2       | Emirati Arabi Uniti |

## Classifica Finale
Queste le posizioni nel dettaglio.
| Pos | Team                |
| --- | ------------------- |
| 1   | Iran                |
| 2   | Emirati Arabi Uniti |
| 3   | Giappone            |
| 4   | Libano              |
|     | Afghanistan         |
|     | Bahrein             |
|     | Cina                |
|     | Iraq                |
|     | Malaysia            |
|     | Oman                |
|     | Qatar               |
|     | Tahiti              |